# Neocatara proxima
Neocatara proxima är en insektsart som först beskrevs av Walker 1870.  Neocatara proxima ingår i släktet Neocatara och familjen Tropiduchidae. Inga underarter finns listade i Catalogue of Life.